# Fort Sint-Andries (Koewacht)
Fort Sint-Andries was een fort dat was gelegen op 2 km ten noordoosten van Koewacht.
Het fort werd aangelegd in 1634 door de Spaansgezinden, en maakte deel uit van de Linie van Communicatie tussen Hulst en Sas van Gent. Het fort lag tussen Fort Sint-Nicolaas en Fort Ferdinandus.
De ongeveer 1 km ten zuiden van het voormalige fort gelegen buurtschap Sint Andries werd naar dit fort vernoemd.
Het fort werd eind 17e eeuw door een stormvloed volledig vernield. Tegenwoordig is van het fort dan ook niets meer te zien. Slechts een knik in de polderdijk verwijst naar de plaats waar het ooit gelegen heeft.